# Rhinobatos annandalei
Rhinobatos annandalei és un peix de la família dels rinobàtids i de l'ordre dels rajiformes.
present a les costes de l'Índia i de Sri Lanka.
Pot arribar als 56 cm de llargària total.